# فوتسی مالزی
فوتسی مالزی (انگلیسی: FTSE Bursa Malaysia KLCI) شاخص بازار بورس مالزی است، که در سال ۱۹۸۶ راه‌اندازی شد و هم‌اکنون از ۳۰ شرکت دارای بالاترین میزان ارزش بازار سرمایه، تشکیل می‌شود.